# 大津桂一
大津 桂一（おおつ けいいち、1895年3月14日 - 1948年3月29日）は、日本の政治家。衆議院議員（1期）。

## 経歴
茨城県久慈郡坂本村（現・日立市）生まれ。1914年茨城県師範学校（現・茨城大学教育学部）本科第二部卒。小学校や茨城県女子師範学校の訓導を務め、小学校長となり、岩間農業公民学校助教諭兼校長、茨城県視学、石岡農商青年学校教諭兼校長を歴任する。新治郡教育会長、新治地方事務所参与などを務める。
1946年の第22回衆議院議員総選挙で茨城県から無所属で立候補して当選する。当選後は新光倶楽部に入り、その後新政会、国民党、国民協同党から無所属を経て、民主党と変わった。この間、国民党会計監査となった。衆議院議員は1期務めた。1947年の第23回衆議院議員総選挙には出馬しなかった。1948年死去。